# Eupanthalis aena
Eupanthalis aena är en ringmaskart som först beskrevs av Moore 1903.  Eupanthalis aena ingår i släktet Eupanthalis och familjen Acoetidae. Inga underarter finns listade i Catalogue of Life.